# Gistel
Gistel é um  município belga da província de Flandres Ocidental. O município compreende a cidade de Gistel propriamente dita e ainda as vilas de Moere, Snaaskerke e Zevekote. Em 1 de Janeiro de 2006, o município de Gistel tinha uma população de  11.125 habitantes, uma área de  42.25 km² a que correspondia uma densidade populacional de  263 habitantes por km². Gistel encontra-se geminada com a vila alemã de Büdingen.
O habitante mais famoso de Gistel foi  Sylvère Maes, vencedor do Tour de France em 1936 e 1939.

## Deelgemeenten
O município de Gistel encontra-se subdividido em quatro deelgemeenten
| #   | Nome       | Superfície | População |
| --- | ---------- | ---------- | --------- |
| I   | Gistel     | 16,88      |           |
| II  | Moere      | 9,84       |           |
| III | Zevekote   | 6,91       |           |
| IV  | Snaaskerke | 8,62       |           |

## Mapa

Gistel, vilas e cidades vizinhas. As áreas a amarelo são urbanas..

## Evolução demográfica
- Fonte:NIS - Opm:1806 t/m 1970= estimativa de  31 Dezembro; 1977= População em  1 Janeiro
- 1971: Anexou o antigo municípios de  Moere e Zevekote (+16,75 km² e 1.722 habitantes)
- 1977: Anexação do antigo município de Snaaskerke en een gebiedsdeel  (+9,49 km² e 1.036 habitantes)

## Galeria de imagens

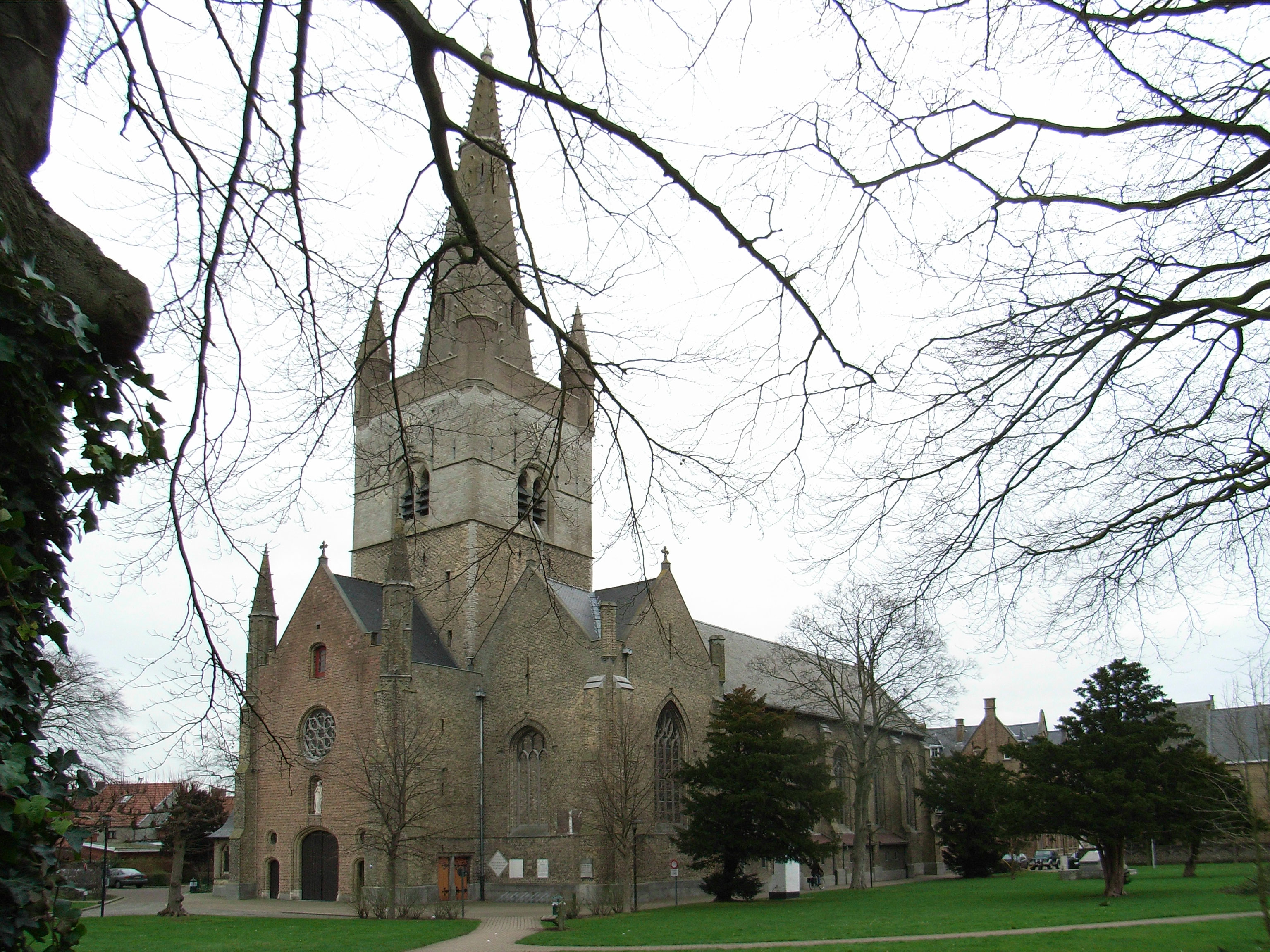
Igreja de Nossa Senhora (Onze Lieve Vrouw)
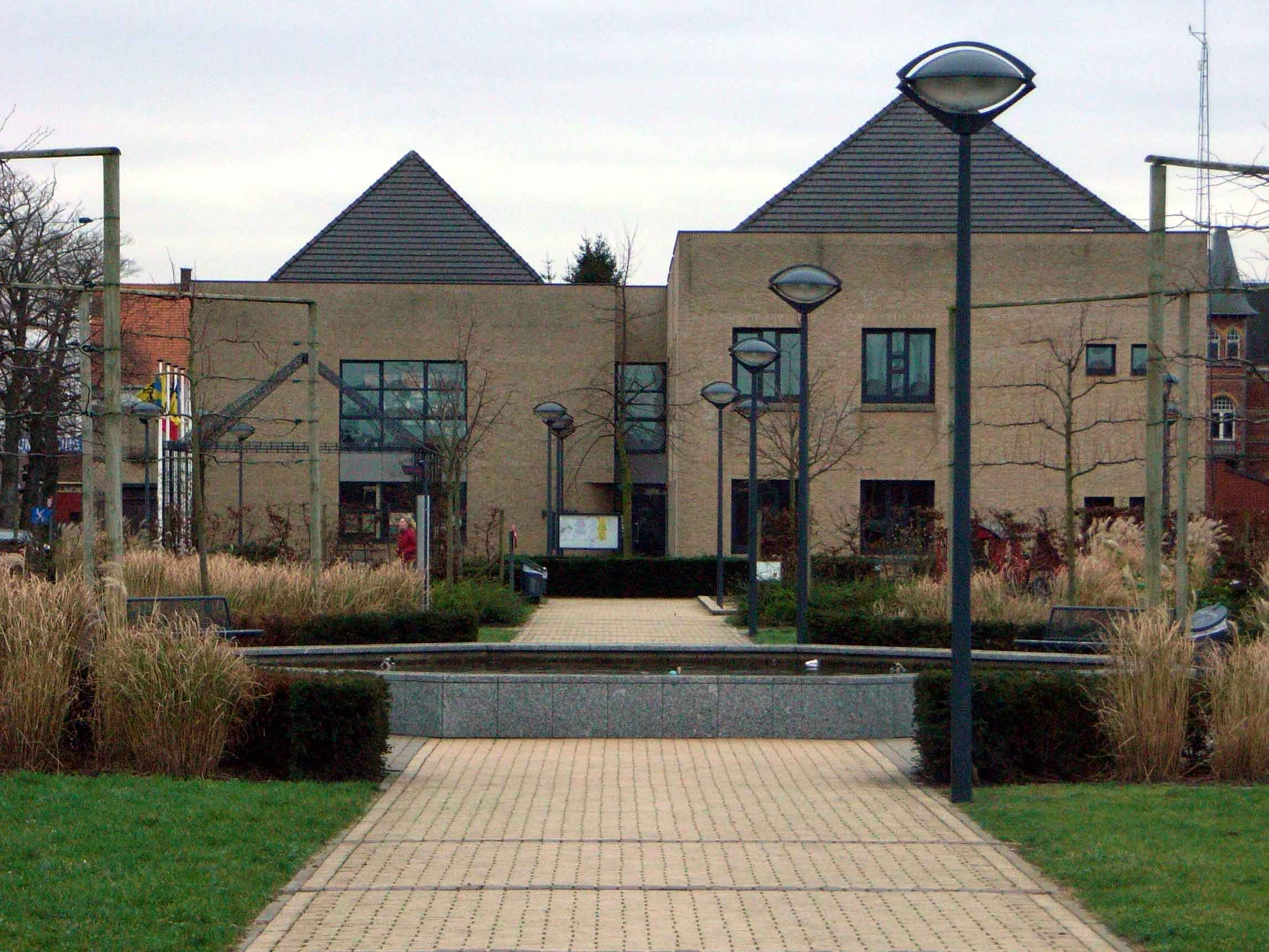
Centro administrativo
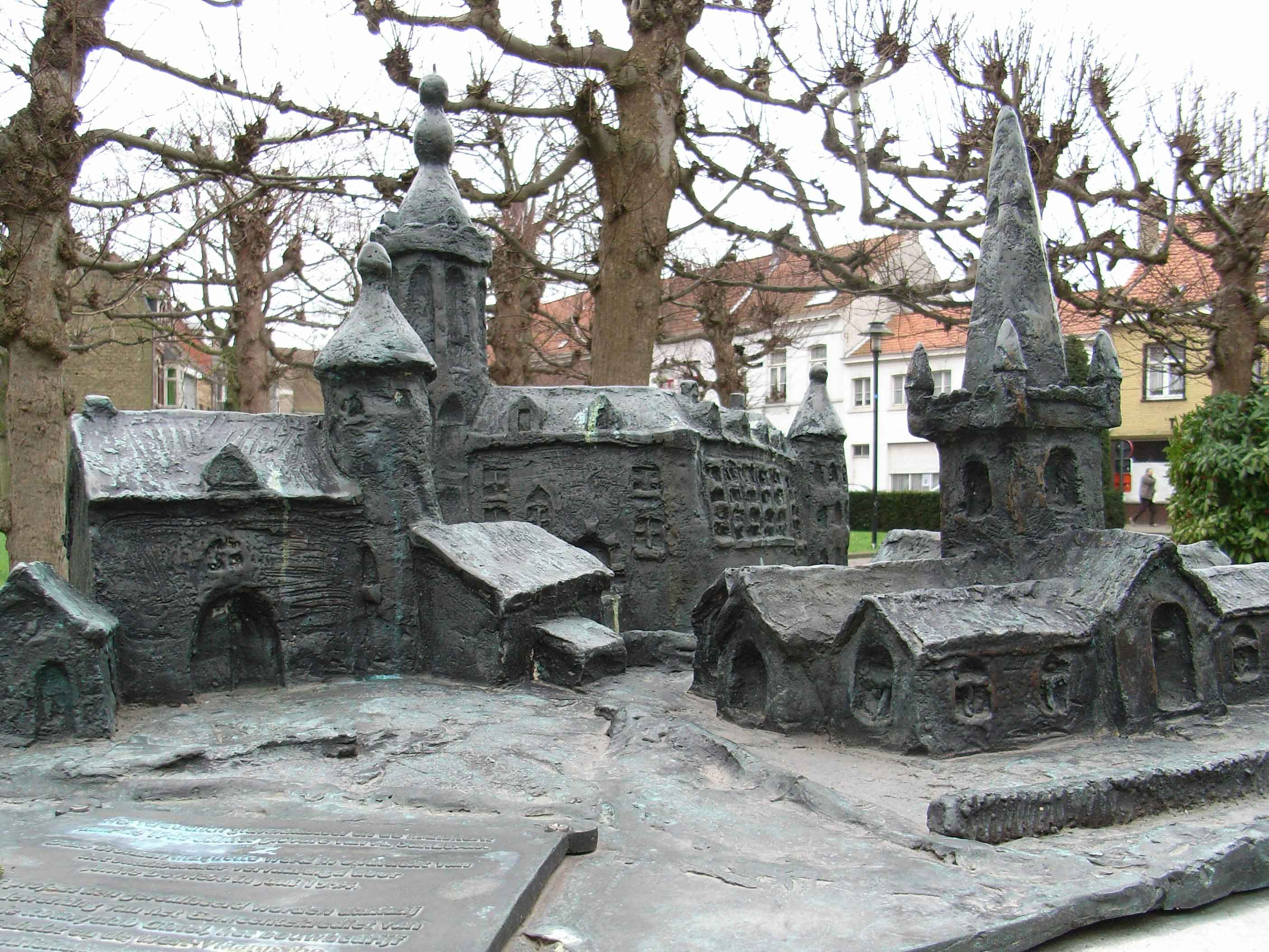
Maquetes  em bronze da igreja e castelo medievais desaparecidos
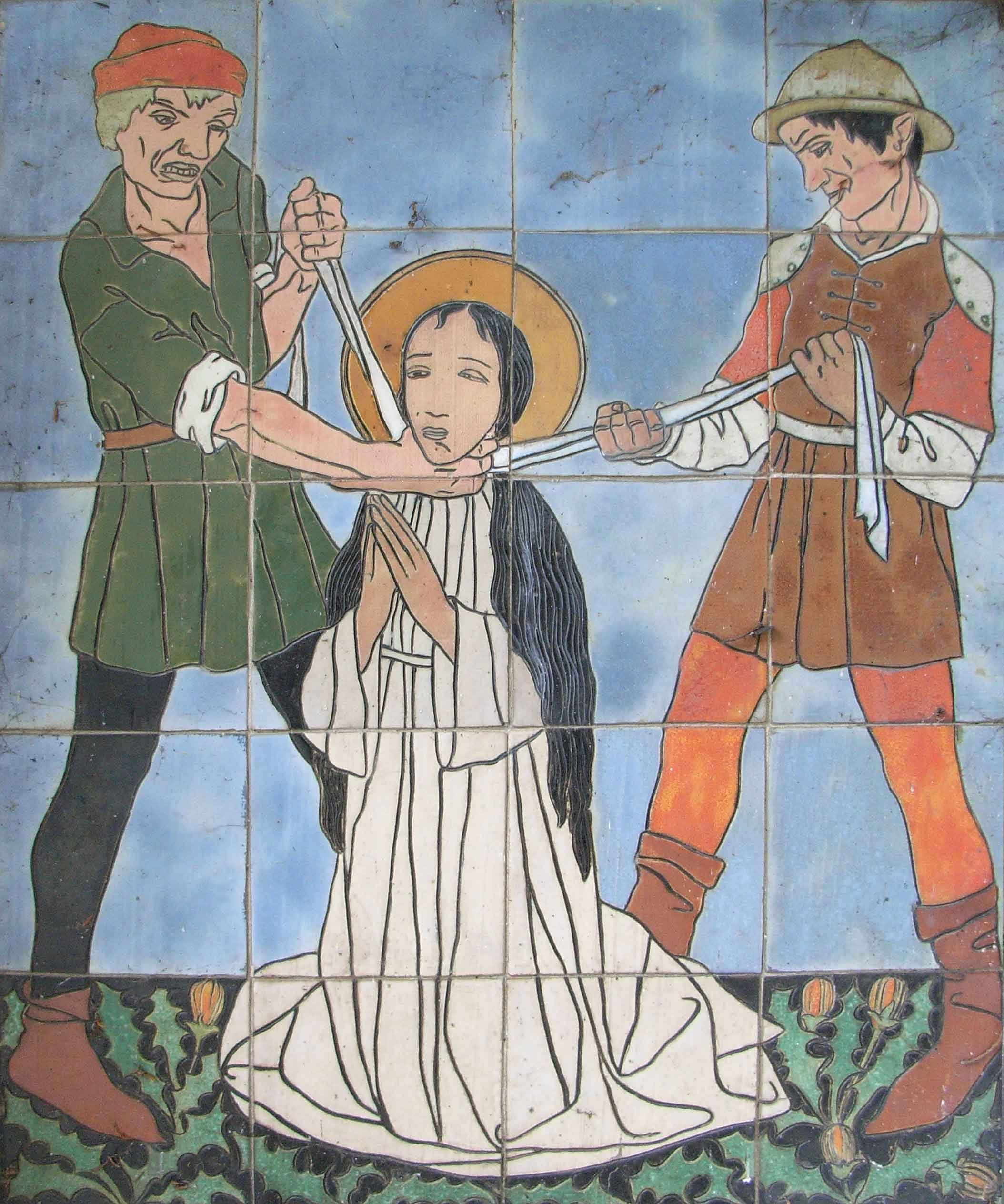
Gistel na origem de Santa Godelieve